# Groene sluipvlieg
De groene sluipvlieg (Gymnocheta viridis) is een vliegensoort uit de familie van de sluipvliegen (Tachinidae). De wetenschappelijke naam van de soort is voor het eerst geldig gepubliceerd in 1810 door Fallen.